# ANTI ANTI GENERATION
『ANTI ANTI GENERATION』（アンティ アンタイ ジェネレーション）は、RADWIMPSのメジャー7枚目、通算9枚目のスタジオ・アルバム。2018年12月12日にユニバーサルミュージック内のレーベル、EMI Recordsから発売された。

## 概要
前作『人間開花』より約2年ぶりとなるオリジナルアルバムである。また、ライブ映像作品『Road to Catharsis Tour 2018』も同時発売された。
『人間開花』以降に発売されたシングルのうち、「Shape Of Miracle」を除く4曲のほか、ONE OK ROCKのTaka、あいみょん、ニューヨーク在住のMiyachiとSOIL&"PIMP"SESSIONSのタブゾンビがゲスト参加した3曲、NHK総合にて2018年10月に放送された『RADWIMPS 18祭』で披露した2曲など全17曲が収録される。なお、17曲はオリジナルアルバムとしてはバンド史上最多の収録曲数である。
本作は通常盤と初回限定盤の2形態で発売された。初回限定盤には、『君の名は。』および『人間開花』から今作に至るまでのメンバーインタビューを軸としたドキュメンタリー映像が収録されたDVDが付属する。
本作リリースに伴い、2018年12月10日から12月16日までの1週間、渋谷駅地下コンコースの壁面2面に本作および『Road to Catharsis Tour 2018』の広告が掲出された。そのうち本作の広告スペースには同年11月に「そっけない」を発表した際に各ラジオ局に配布された「RADWIMPSからのお手紙」が貼り付けられた。「封筒の中に込められている想いを大切に大切に届けてほしい」という思いから、100通限定での貼付け・配布となった。
Interludeである「<宿題発表-skit->」以外のすべての楽曲がライブで一度は披露されている。

## 評価
ロッキング・オンの小池宏和は、本作について「今の時代に生み出されるべくして生み出された、しかもRADWIMPSだからこそ生み出すことができた、ロックアルバム」と語った。Real Soundの森朋之は、「オルタナ、R&B、ヒップホップ、ジャズ、ネオソウルなどのテイストを貪欲に取り入れることで、もはや完全にロックバンドの枠を逸脱した作品に仕上がっている」と評し、「サウンドメイク、リリック、映像などすべての領域において、賛否両論を巻き起こしながら新たな表現へ突き進むスタンス、それ自体がおどろくほどに刺激的」と語った。

## チャート成績
『ANTI ANTI GENERATION』は、初週に73,661枚を売り上げ、Billboard Japan Hot Albumsの全3部門を完全制覇する形で、総合初登場1位を果たした。本作は、Billboard Japan総合チャートで計43週のチャートインを記録したほか、累計売上枚数は10万枚を突破した。

## ミュージック・ビデオ
シングル収録曲は各リンク先を参照。
そっけない
監督：石田悠介
2018年11月13日にYouTubeにて公開された。
小松菜奈と神尾楓珠が出演している。小松は2011年リリースのアルバム『絶体絶命』に収録されている「君と羊と青」のMVにも出演しており、RADWIMPSのMVに出演するのは約7年8ヶ月ぶりとなった。本作は登場人物がほとんど目を閉じている設定のストーリーで、小松は監督から「身体が目になっていると思って」とアドバイスされた。また、神尾はもともとRADWIMPSのファンだったため、オファーを受けてとても嬉しかったという。
PAPARAZZI～＊この物語はフィクションです～
監督：永戸鉄也
2018年12月8日にYouTubeにて公開された。
泣き出しそうだよ feat.あいみょん
監督：山田健人
本作発売日の2018年12月12日に公開された。ブランコに乗った野田とあいみょんが掛け合っているシーンなどで構成されている。

## 収録内容
| 全作詞: 野田洋次郎 (#1,8を除く)、全編曲: RADWIMPS、ストリングスアレンジ協力: 徳澤青弦。 |                                                          |                         |                   |      |
| #                                                                                       | タイトル                                                 | 作詞                    | 作曲              | 時間 |
| 1.                                                                                      | 「Anti Anti overture」                                   | 野田洋次郎 (#1,8を除く) | 桑原彰 / 武田祐介 | 1:20 |
| 2.                                                                                      | 「tazuna」                                               | 野田洋次郎 (#1,8を除く) | 野田洋次郎        | 3:23 |
| 3.                                                                                      | 「NEVER EVER ENDER」                                     | 野田洋次郎 (#1,8を除く) | 野田洋次郎        | 5:31 |
| 4.                                                                                      | 「IKIJIBIKI feat.Taka」                                  | 野田洋次郎 (#1,8を除く) | 野田洋次郎        | 3:49 |
| 5.                                                                                      | 「カタルシスト」                                         | 野田洋次郎 (#1,8を除く) | 野田洋次郎        | 4:02 |
| 6.                                                                                      | 「洗脳 (Anti Anti Mix)」                                 | 野田洋次郎 (#1,8を除く) | 野田洋次郎        | 5:30 |
| 7.                                                                                      | 「そっけない」                                           | 野田洋次郎 (#1,8を除く) | 野田洋次郎        | 6:29 |
| 8.                                                                                      | 「<宿題発表-skit->」                                     | 野田洋次郎 (#1,8を除く) |                   | 1:10 |
| 9.                                                                                      | 「PAPARAZZI～＊この物語はフィクションです～」            | 野田洋次郎 (#1,8を除く) | 野田洋次郎        | 5:26 |
| 10.                                                                                     | 「HOCUSPOCUS」                                           | 野田洋次郎 (#1,8を除く) | 野田洋次郎        | 4:10 |
| 11.                                                                                     | 「万歳千唱」                                             | 野田洋次郎 (#1,8を除く) | 野田洋次郎        | 4:22 |
| 12.                                                                                     | 「I I U」                                                | 野田洋次郎 (#1,8を除く) | 野田洋次郎        | 3:02 |
| 13.                                                                                     | 「泣き出しそうだよ feat.あいみょん」                     | 野田洋次郎 (#1,8を除く) | 野田洋次郎        | 4:39 |
| 14.                                                                                     | 「TIE TONGUE feat.Miyachi, Tabu Zombie」(Rap詞: Miyachi) | 野田洋次郎 (#1,8を除く) | 野田洋次郎        | 4:21 |
| 15.                                                                                     | 「Mountain Top」                                         | 野田洋次郎 (#1,8を除く) | 野田洋次郎        | 3:18 |
| 16.                                                                                     | 「サイハテアイニ」                                       | 野田洋次郎 (#1,8を除く) | 野田洋次郎        | 3:41 |
| 17.                                                                                     | 「正解 (18FES ver.)」                                    | 野田洋次郎 (#1,8を除く) | 野田洋次郎        | 5:57 |
| 合計時間:                                                                               | 合計時間:                                                | 合計時間:               | 70:10             |      |

| #  | タイトル                                                   | 作詞 | 作曲・編曲 |
| -- | ---------------------------------------------------------- | ---- | ---------- |
| 1. | 「Road to ANTI ANTI GENERATION -Interview & Documentary-」 |      |            |

## 楽曲解説
Anti Anti overture
インスト曲。桑原と武田の作曲。
「ANTI ANTI GENERATION TOUR 2019」ではZOZOマリンスタジアム公演以外のすべてでオープニングSEとして使用された。
tazuna
僅かだが冒頭に前曲「Anti Anti overture」の余韻が残っている。
「ANTI ANTI GENERATION TOUR 2019」ではZOZOマリンスタジアム公演以外のすべてで「Anti Anti overture」とセットで1曲目に披露された。
NEVER EVER ENDER
当初は全編が英詞で作成されていた。楽曲ではシンセベースが使用されている。
「ANTI ANTI GENERATION TOUR 2019」ではZOZOマリンスタジアム公演のみ1曲目に披露された。
リリース以降でもライブで演奏されることが多い。
IKIJIBIKI feat.Taka
ONE OK ROCKのボーカル・Takaとのコラボ楽曲。数年前からのデッドストックで、現在は無期限休養中である山口智史が叩いたドラムテイクが使用されている。11月27日の「SCHOOL OF LOCK!」でフル音源が初オンエアされた。
アルバムのリリースに先駆けて2018年11月28日に先行配信された。
「ANTI ANTI GENERATION TOUR 2019」では基本的に録音されたTakaの音声を流して披露していたが、2019年8月27日の横浜アリーナ公演ではTaka本人が登場して演奏された。
カタルシスト
22ndシングル『カタルシスト』収録曲。「2018フジテレビ系サッカー」テーマソング。
洗脳（Anti Anti Mix)
20thシングル『サイハテアイニ/洗脳』収録曲。アルバムバージョンでの収録となっており、ギターとベースのリズムパターンが異なるなど複数の変更点がある。「IKIJIBIKI」同様、休養中である山口智史が叩いたドラムテイクが使用されている。
そっけない
2018年11月12日に全国のラジオで解禁された楽曲。翌11月13日にはMVが公開された。
アルバムのリリースに先駆けて2018年11月28日に先行配信された。
<宿題発表-skit->
ある小学校で教師が児童に対して、父親の職業についての作文を課すといった内容の寸劇（skit）。寸劇のみのトラックがアルバムに収録されたのは『RADWIMPS 2 〜発展途上〜』以来13年ぶり。次曲「PAPARAZZI～＊この物語はフィクションです～」と繋がっている。
Interludeであるため、本アルバムで唯一ライブで披露されていない。
PAPARAZZI～＊この物語はフィクションです～
前曲「<宿題発表-skit->」と繋がっており、パパラッチをテーマとした楽曲となっている。
2019年2月1日には英語版である「PAPARAZZI (English Version)」が配信限定でリリースされた。
HOCUSPOCUS
メンバー曰く、構成は9年前、既に出来上がっていたという。2019年に行われたツアー「RADWIMPS ANTI ANTI GENERATION TOUR 2019」では初日の長野公演でのみ披露された。
万歳千唱
2018年10月8日放送のNHK総合『RADWIMPS 18祭』のために書き下ろされた楽曲。同番組はRADWIMPSが17歳から19歳の「18歳世代」1000人と共に1回限りのステージを作り上げるという内容で、「18歳世代」が企画に参加したいという思いを込めた動画を作成・応募し、その動画から着想を得たRADWIMPSが「万歳千唱」「正解」の2曲を制作した。
I I U
タイトルの読みは「アイアイユー」。サビの冒頭の英語詞の頭文字が “I I U” となっており、メンバー曰く、様々な意味合いがあるという。野田が歌詞を和訳したものが公式ホームページで公開されているが、野田は「英語だとサラッと言えることが、日本語だと意外となかなかに小っ恥ずかしくも思えたりします」「あくまで一例として、色んな和訳を自分なりにしてみてもらうのもいいと思います」と語っている。
泣き出しそうだよ feat.あいみょん
あいみょんとのコラボ楽曲。この楽曲とは別に、明るい曲調のものが制作されたが、「新しい」という理由で、本楽曲が採用された。
「ANTI ANTI GENERATION TOUR 2019」のツアーファイナルである2019年8月29日の横浜アリーナ公演であいみょんが登場し、ライブで初披露された。2023年現在当楽曲がライブで披露されたのはこの公演のみである。
TIE TONGUE feat.Miyachi, Tabu Zombie
ラッパーのMiyachi、SOIL&"PIMP"SESSIONSのタブゾンビとのコラボ楽曲。武田がアップライトベースを使用している。2018年12月10日にJ-WAVE「SONAR MUSIC」でフル音源が初オンエアされた。
Rap詞はMiyachiが担当。
「ANTI ANTI GENERATION TOUR 2019」の2019年8月28日横浜アリーナ公演では、Miyachiが登場して演奏された。
Mountain Top
21stシングル『Mountain Top/Shape Of Miracle』収録曲。日中共同製作映画『空海-KU-KAI- 美しき王妃の謎』主題歌。日本国内のライブでは一度も披露されていないが、2018年夏に行われた「RADWIMPS Asia Live Tour 2018」の中国2公演(上海、北京)で披露された。
サイハテアイニ
20thシングル『サイハテアイニ/洗脳』収録曲。日本コカ・コーラ「アクエリアス」CMソング。
「Mountain Top」と同様に「ANTI ANTI GENERATION TOUR 2019」では一度も演奏されなかった。
正解（18FES ver.）
11曲目の「万歳千唱」同様、『RADWIMPS 18祭』のために制作された楽曲。「18FES ver.」となっており、実際に『RADWIMPS 18祭』でパフォーマンスされた際の音源となっている。
『RADWIMPS 18祭』の放送終了後に卒業式で歌いたいという声がSNSなどに寄せられ、その声に応える形で2018年12月3日にバンド公式サイトで合唱譜が公開された。番組で演奏したものをベースとしたオリジナル譜面に加え、女声3部、混声3部の譜面も作成され、必要に応じて自由にダウンロードできるようになっている。また、放送された『RADWIMPS 18祭』の模様も映像として公開されている。

## チャートと売上
| チャート（2018年）              | 最高 順位 |
| ------------------------------- | --------- |
| Billboard Japan Hot Albums      | 1         |
| Billboard Japan Top Album Sales | 1         |
| Billboard Japan Download Albums | 1         |
| オリコン週間アルバムチャート    | 1         |

| チャート（2019年）              | 順位 |
| ------------------------------- | ---- |
| Billboard Japan Hot Albums      | 16   |
| Billboard Japan Download Albums | 12   |
| オリコン年間アルバムチャート    | 36   |

### 認定とセールス
| 国/地域                                             | 認定     | 認定/売上数                       |
| --------------------------------------------------- | -------- | --------------------------------- |
| 日本 (RIAJ)                                         | ゴールド | 117,000（フィジカルCD) (オリコン) |
| * 認定のみに基づく売上数 ^ 認定のみに基づく出荷枚数 |          |                                   |

## ツアー
本作を引っさげ、2019年6月8日から8月29日にかけて「ANTI ANTI GENERATION TOUR 2019」を開催した。RADWIMPS初のスタジアム単独公演となるZOZOマリンスタジアム公演（6月22日・6月23日）を行った。また、ZOZOマリンスタジアム公演、マリンメッセ福岡公演（8月13日・8月14日）横浜アリーナ公演（8月27日 - 8月29日）には、各公演にゲストが出演し、それぞれコラボ曲を披露した。